# Advanced Simulation and Computing Program
Advanced Simulation and Computing Program (tidigare kallat Accelerated Strategic Computing Initiative, förtkortat ASCI) är ett forskningsprogram i USA som omfattar kärnvapen-relaterade simuleringar med hjälp av superdatorer.